# Walt Dohrn
Walter Dohrn (Estados Unidos, 5 de dezembro de 1970) é um roteirista, diretor, animador, músico e dublador americano. Ele forneceu a voz de Rumpelstiltskin em Shrek Forever After, bem como vários personagens em Shrek the Third. 
Dohrn também trabalhou como escritor, diretor e diretor de storyboard na 2.ª temporada de SpongeBob SquarePants, e também trabalhou em 2 episódios da 3.ª temporada. Em 2020, Dohrn assinou um contrato com a DreamWorks Animation.